# Musaria rubropunctata
Musaria rubropunctata är en skalbaggsart som först beskrevs av Johann August Ephraim Goeze 1777.  Musaria rubropunctata ingår i släktet Musaria och familjen långhorningar.
Artens utbredningsområde är Frankrike. Inga underarter finns listade i Catalogue of Life.